# Поздняев, Константин Иванович
Константи́н Ива́нович Поздня́ев (2 (15) ноября 1911, село Яковлевское, Костромская губерния — 29 октября 2000, Москва) — советский журналист, поэт и литературный критик.

## Биография
Родился 2 (15) ноября 1911 года в селе Яковлевском Нерехтского уезда Костромской губернии в семье почтово-телеграфных служащих. В возрасте 7 лет переехал вместе с родителями в село Хрипуново Ардатовского уезда Нижегородской губернии. Окончил начальную школу в Хрипунове, после чего перешёл в школу II ступени имени Некрасова в Ардатове. В этой школе в 1923 году стал первым пионером Ардатова. В качестве редактора участвовал в выпуске рукописного школьного журнала «Пионерские мысли», один номер которого был даже отпечатан в местной типографии. В том же школьном журнале работал также ставший впоследствии известным журналистом, главным редактором «Литературной газеты» одноклассник Поздняева Валерий Косолапов.
В конце 1920-х годов переехал в Нижний Новгород. В 1927 году вступил в комсомол. В том же году стал писать стихи, которые под различными псевдонимами публиковались в нижегородской газете «Нижегородская коммуна», и вступил в Нижегородскую ассоциацию пролетарских писателей. В 1928 году стихотворение Поздняева «Кожаная финка» вошло в сборник молодых нижегородских поэтов «Начало», на него обратил внимание Борис Корнилов, опубликовавший рецензию на стихотворение в журнале «Резец». С 1929 по 1933 годы работал заведующим отделами молодёжной газеты «Ленинская смена» и детской газеты «Клич пионера». В 1932 году в Нижнем Новгороде вышла первая книга стихов Поздняева «Как пришлось итти». С 1933 по 1935 годы проходил срочную службу в Красной армии, продолжал писать стихи. После демобилизации вернулся в Горький (как к тому времени стал называться Нижний Новгород). В том же году поступил в Горьковский педагогический институт, одновременно с учёбой продолжая писать стихи, работать в газетах и участвовать в деятельности Союза советских писателей. В 1940 году успешно окончил институт с отличием, получив профессию учителя. После этого в течение года работал учителем в школе при торговом представительстве СССР в Тувинской Народной Республике.
Летом 1941 года получил отпуск и отправился на родину, в Горький, куда прибыл 21 июня, а уже на следующий день началась Великая Отечественная война с Нацистской Германией. В том же году вступил в коммунистическую партию, а в ноябре был призван в действующую армию. Проходил службу в качестве военного журналиста, а также публиковал в военной прессе свои стихи. В начале 1942 года был назначен ответственным секретарём редакции газеты 47-й армии «Фронтовик», с конца 1943 года — ответственный секретарь газеты 38-й стрелковой дивизии «Красное Знамя». После окончания войны в 1945 году остался в армии, служил начальником отдела культуры газеты Московского военного округа «Красный воин». С 1948 года ответственный секретарь редакции журнала «Советский воин», затем заместитель редактора этого журнала. Уволился в запас в 1960 году в звании полковника.
С осени 1960 до 1962 года работал заместителем главного редактора, а затем главным редактором газеты «Литература и  жизнь», которая в 1963 году была преобразована в еженедельник «Литературная Россия», который Поздняев возглавлял вплоть до 1973 года. В 1973—1975 годах работал в литературном журнале «Знамя». В 1975 году вышел на пенсию, с того же года — член Союза писателей СССР, член правления Союза писателей РСФСР. Скончался в Москве 29 октября 2000 года.

### Автор
- Как пришлось итти (Нижний Новгород, 1932)
- Товарищи мои. Критические этюды, страницы воспоминаний (Москва, 1972)
- Утверждение. Алексей Недогонов и его стихи (Москва, 1973)
- Продолжение жизни. Книга о Борисе Корнилове (Москва, 1978)
- На стальной земле Магнитостроя. Книга о Борисе Ручьёве (Москва, 1982)
- Мемуары о П. Г. Антокольском («Новый мир», 1986 , № 5)

### Составитель
Составил сборники произведений:
- Алексея Недогонова (1955, 1957, 1958, 1959, 1960, 1963, 1964, 1967, 1971, 1974, 1975, 1977)
- Бориса Корнилова (1972, 1976, 1978, 1984, 1987)
- И. Рогова (1972)
- В. Автономова (1976)

## Награды
- Орден Красной Звезды
- Орден Отечественной войны 2-й степени
- Орден «Знак Почёта» (дважды)
- Медаль «За боевые заслуги»
- Заслуженный работник культуры